# Polkowice (gemeente)
De gemeente Polkowice is een stad- en landgemeente in het Poolse woiwodschap Neder-Silezië, in powiat Polkowicki.
De zetel van de gemeente is in Polkowice.
Op 30 juni 2004 telde de gemeente 26 002 inwoners.

## Oppervlakte gegevens
In 2002 bedroeg de totale oppervlakte van gemeente Polkowice 158,77 km², waarvan:
- agrarisch gebied: 43%
- bossen: 40%

De gemeente beslaat 20,36% van de totale oppervlakte van de powiat.

## Demografie
Stand op 30 juni 2004:
| Omschrijving                   | Totaal | Totaal | Vrouwen | Vrouwen | Mannen | Mannen |
| ------------------------------ | ------ | ------ | ------- | ------- | ------ | ------ |
| eenheid                        | aantal | %      | aantal  | %       | aantal | %      |
| inwoners                       | 26 002 | 100    | 13 195  | 50,7    | 12 807 | 49,3   |
| bevolkingsdichtheid (inw./km²) | 163,8  | 163,8  | 83,1    | 83,1    | 80,7   | 80,7   |

In 2002 bedroeg het gemiddelde inkomen per inwoner 3601,44 zł.

## Plaatsen
- miasto Polkowice,
- dorpen: Biedrzychowa, Dąbrowa, Guzice, Jędrzychów, Kaźmierzów, Komorniki, Moskorzyn, Nowa Wieś Lubińska, Polkowice Dolne, Pieszkowice, Sobin, Sucha Górna, Tarnówek, Trzebcz, Żelazny Most en Żuków.

## Aangrenzende gemeenten
Chocianów, Grębocice, Jerzmanowa, Lubin, Radwanice, Rudna